# Хугуан

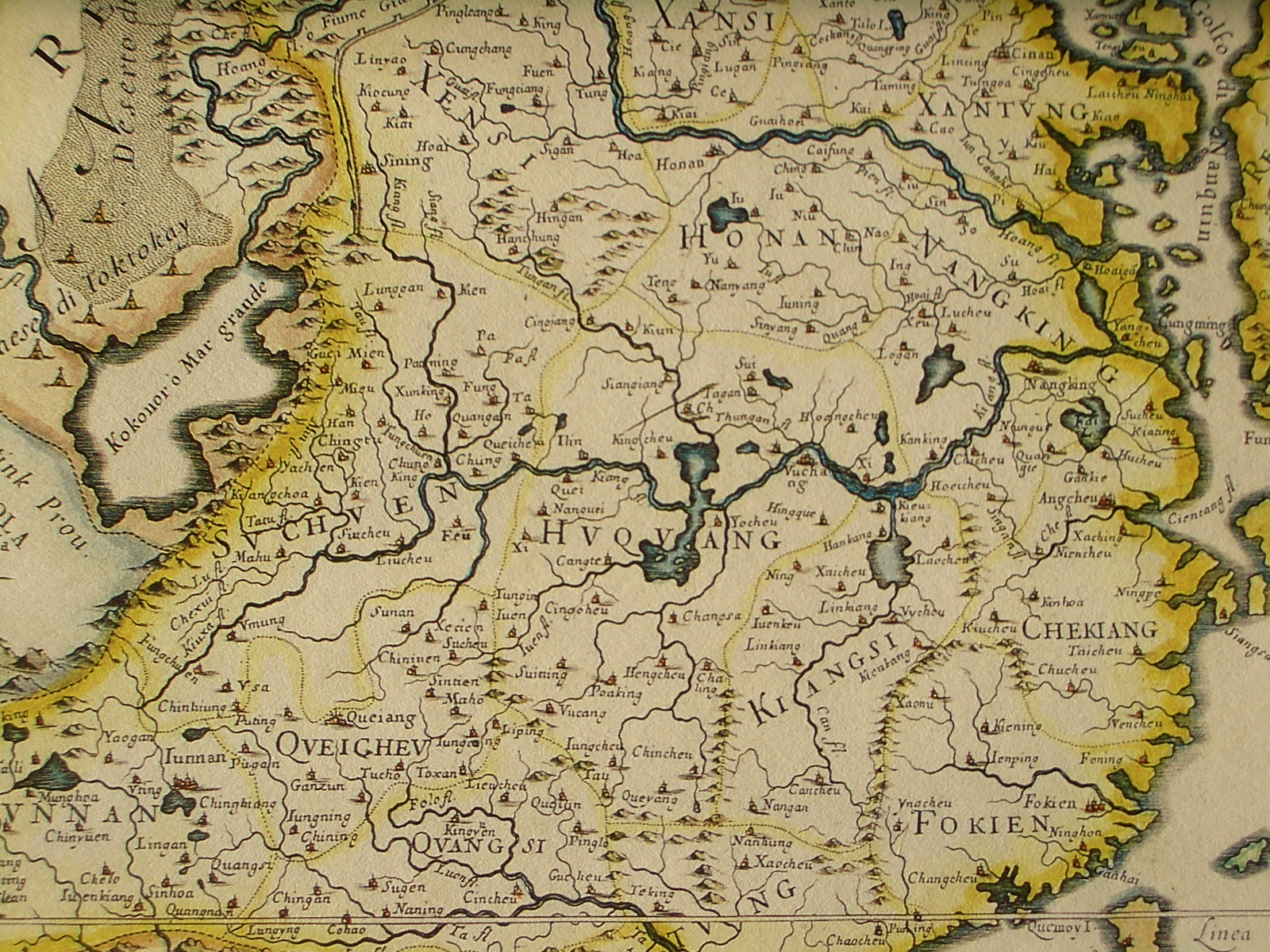
Хугуан (Huquang) на итальянской карте 1682 г.

Хугуан (кит. трад. 湖廣, упр. 湖广, пиньинь Húguǎng, буквально: «Озёрный простор») — бывшая провинция Китая, существовавшая во времена династий Юань, Мин и первых лет Цин. Столицей был Учан.
В начале эры Канси Хугуан был разделен на провинции Хубэй («К северу от озёр») и Хунань («К югу от озёр»), существующие и поныне. Впрочем и после этого существовала позиция генерал-губернатора Хугуана, стоящего над губернаторами этих двух провинций. Под "озером" понимается озеро Дунтинху.